# Erioptera (Ctenerioptera) ferruginea
Erioptera (Ctenerioptera) ferruginea is een tweevleugelige uit de familie steltmuggen (Limoniidae). De soort komt voor in het Oriëntaals gebied.